# Дундговь
Дундговь (раніше Середньогобійський аймак, монг. Дундговь аймаг) — аймак у Монголії. Адміністративний центр Мандалговь розташований на відстані 265 км від Улан-Батора. Площа 74700 кв км. До складу аймаку входить 15 сомонів. Населення 54640 чоловік, щільність 0,73 люд на км кв. Аймак було утворено у 1942 році.

## Адміністративно-територіальний поділ
| №п/п | сомон        | Площа тис. кВ км | Населення | Центр         |
| 1    | Адаацаг      | 3,3              | 2900      | Тавін         |
| 2    | Баянжаргалан | 3,19             | 1600      | Аргатай       |
| 3    | Говь-Угтаал  | 2,7              | 1850      | Хажуу Ус      |
| 4    | Гурвансайхан | 5,4              | 2600      | Суугант       |
| 5    | Делгерхангай | 6,2              | 3000      | Хашаат        |
| 6    | Делгерцогт   | 2,5              | 2800      | Амардалай     |
| 7    | Дерен        | 3,6              | 2600      | Цант          |
| 8    | Луус         | 3,2              | 2200      | Овоо          |
| 9    | Сайнцагаан   | 3,36             | 2800      | Мандал        |
| 10   | Сайхан овоо  | 4                | 2900      | Онш           |
| 11   | Ульзийт      | 15,4             | 2900      | Рашаант       |
| 12   | Ундершил     | 5                | 1600      | Бохот         |
| 13   | Хулд         | 6                | 2200      | Улаанжирем    |
| 14   | Цагаанделгер | 3,7              | 1900      | Хараат        |
| 15   | Ерденедалай  | 7,4              | 6900      | Сангийн далай |

## Межі аймаку та рельєф
На північ від Дундговь аймаку знаходиться Туве, північному сході – Гобі-Сумберський аймак, на сході – Східно-Гобійський аймак, на півдні – Південно-Гобійський аймак, на заході – Увер-Хангайський аймак.
Територія аймаку являє собою горбисті степи, на заході – гірські масиви висотою до 2000 метрів. Гори Хулд, Делгерхангай, Іх газрин чулуу та інші (до 1900 метрів). Протікає річка Онгийн гол.

## Клімат

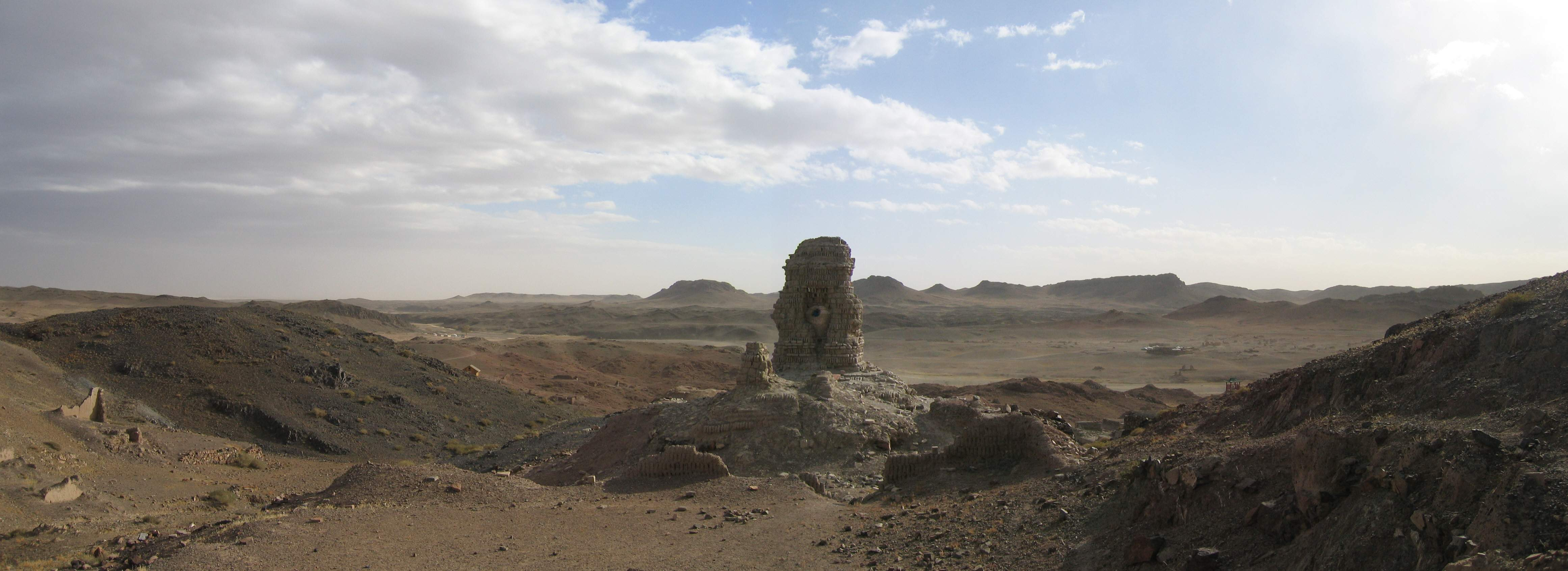
Панорама монастиря Онгийн Хійд

Клімат різкоконтинентальний. Середня температура січня -35 градусів, липня +35 градусів, щорічна норма опадів 150 мм.

## Тваринний світ
Водяться гірські барани, козулі, джейрани, рисі, лисиці, корсаки, дикі кішки.

## Промисловість, сільське господарство
Основою економіки Дундговь є тваринництво, найперше заготівля шерсті. Аймак також славиться своїм знаменитим кумисом (монг. айраг).
Родовища бурого вугілля, горючих сланців, плавикового шпату, мідної та залізної руди, графіту.
- Вугільне родовище Овдог худаг. По розрахунках 2011 року його запаси встановлені в розмірі 324 млн тонн.
- Вугільне родовище Хоот хон хор розташовано недалеко від трансмонгольської залізниці. Підтверджені запаси складають 104,2 млн тонн бурого вугілля. Компанія «МАК» має спецдозвіл на ділянку площею 1444 гектарів яка містить 487 млн тонн горючого сланцю та 190 млн тонн вугілля.
- Родовище бурого вугілля Тевшийн Гобі за дослідженнями радянсько-монгольської геологічної експедиції його запаси склали 923 млн тонн, що склало 60% процентів загально монгольських запасів вугілля. У 1990 році на даному родовищі збудована шахта потужністю 50 тисяч тонн вугілля на рік.
- Родовище бурого вугілля Увдуг худаг, запаси складають 114,5 млн тонн.

## Пам’ятки, музеї
- Музей Середньогобійського аймаку
- Печера Хевтее босоогийн довжина 102 м. та площа 204 м кв.
- Руїни буддистського монастиря Онгийн хийд (N 45 20 12 E 104 00 39 )
- Руїни монастиря Улгий хийд (N 43 36,2 и E 108 12,5). У 1650 році проживало до 2000 лам. Відновлено буддійський храм в якому ведуться богослужіння[1][2]